# Ноксвил (Илиноис)
Ноксвил (енгл. Knoxville) град је у америчкој савезној држави Илиноис. По попису становништва из 2010. у њему је живело 2.911 становника.

## Демографија
Према попису становништва из 2010. у граду је живело 2.911 становника, што је 272 (8,5%) становника мање него 2000. године.
| Група             | 2000.         | 2010.         |
| Белци             | 3.128 (98,3%) | 2.834 (97,4%) |
| Афроамериканци    | 11 (0,3%)     | 8 (0,3%)      |
| Азијати           | 2 (0,1%)      | 10 (0,3%)     |
| Хиспаноамериканци | 18 (0,6%)     | 29 (1,0%)     |
| Укупно            | 3.183         | 2.911         |